# Гаргальо, Лихия
Лихия Тересита Гаргальо Гонсалес (исп. Ligia Teresita Gargallo González; род. 17 сентября 1933, Лонкопуэ, Неукен) — чилийский химик и профессор Папского католического университета Чили.

## Карьера
Гаргальо работает в Университете Тарапака (Арика) и в Папском католическом университете Чили в Сантьяго. Она получила степень бакалавра в области химической фармацевтики в Чилийском университете в 1959 году, степени в области химии в Университете Париж-Дофин и Лёвенском католическом университете, докторскую степень в области химических наук в Льежском университете в Бельгии в 1972 году и докторскую степень в области химии в Лёвенском католическом университете. Её исследования сосредоточены на полимерах и макромолекулах, её работа помогла разработчикам лекарств. Она лауреатка премии Л’Ореаль-ЮНЕСКО для женщин в науке 2007 года и Национальной премии Чили в области естественных наук в 2014 г. за «новаторскую работу в области развития химии полимеров и макромолекул».

## Публикации
- Chemical-Physical of Macromolecules in the interface air-water, Macromolecules. Spanish Academic publisher (2012-01-27)
- 265 publications until the 2014.[4]